# Tunçoluk, Ardahan
Tunçoluk là một xã thuộc thành phố Ardahan, tỉnh Ardahan, Thổ Nhĩ Kỳ. Dân số thời điểm năm 2010 là 1.343 người.